# Valjevo
Valjevo (izvirno srbsko Ваљево) je mesto z okoli 60.000 prebivalci v centralno-zahodni Srbiji jugozahodno od Beograda, je središče istoimenske občine in glavno mesto Kolubarskega upravnega okraja ter Valjevske pravoslavne eparhije.
V bližini se nahaja letališče Valjevo.

## Prebivalstvo
V naselju živi 49184 polnoletnih prebivalcev, pri čemer je njihova povprečna starost 38,7 let (37,8 pri moških in 39,6 pri ženskah). Naselje ima 21387 gospodinjstev, pri čemer je povprečno število članov na gospodinjstvo 2,85.
To naselje je, glede na rezultate popisa iz leta 2002, večinoma srbsko, a v času zadnjih 3 popisov je opazen porast števila prebivalcev.
|  |

| Demografija | Demografija     | Demografija     |
| Leto        | Št. prebivalcev | Št. prebivalcev |
| ----------- | --------------- | --------------- |
|             |                 |                 |
|             |                 |                 |
|             |                 |                 |
|             |                 |                 |
| 1948        | 15830           |                 |
| 1953        | 21165           |                 |
| 1961        | 28461           |                 |
| 1971        | 39786           |                 |
| 1981        | 50114           |                 |
| 1991        | 59016           | 57885           |
| 2002        | 62544           | 61035           |
|             |                 |                 |

| Etnična sestava po popisu iz leta 2002 | Etnična sestava po popisu iz leta 2002 | Etnična sestava po popisu iz leta 2002 | Etnična sestava po popisu iz leta 2002 | Etnična sestava po popisu iz leta 2002 |
| -------------------------------------- | -------------------------------------- | -------------------------------------- | -------------------------------------- | -------------------------------------- |
| Srbi                                   | Srbi                                   |                                        | 58.689                                 | 96,15%                                 |
| Romi                                   | Romi                                   |                                        | 527                                    | 0,86%                                  |
| Črnogorci                              | Črnogorci                              |                                        | 207                                    | 0,33%                                  |
| Jugoslovani                            | Jugoslovani                            |                                        | 199                                    | 0,32%                                  |
| Hrvati                                 | Hrvati                                 |                                        | 78                                     | 0,12%                                  |
| Makedonci                              | Makedonci                              |                                        | 74                                     | 0,12%                                  |
| Slovenci                               | Slovenci                               |                                        | 25                                     | 0,04%                                  |
| Madžari                                | Madžari                                |                                        | 22                                     | 0,03%                                  |
| Muslimani                              | Muslimani                              |                                        | 19                                     | 0,03%                                  |
| Rusi                                   | Rusi                                   |                                        | 12                                     | 0,01%                                  |
| Romuni                                 | Romuni                                 |                                        | 7                                      | 0,01%                                  |
| Goranci                                | Goranci                                |                                        | 7                                      | 0,01%                                  |
| Nemci                                  | Nemci                                  |                                        | 6                                      | 0,00%                                  |
| Bošnjaki                               | Bošnjaki                               |                                        | 6                                      | 0,00%                                  |
| Bunjevci                               | Bunjevci                               |                                        | 4                                      | 0,00%                                  |
| Ukrajinci                              | Ukrajinci                              |                                        | 2                                      | 0,00%                                  |
| Čehi                                   | Čehi                                   |                                        | 1                                      | 0,00%                                  |
| Rusini                                 | Rusini                                 |                                        | 1                                      | 0,00%                                  |
| Bolgari                                | Bolgari                                |                                        | 1                                      | 0,00%                                  |
| Albanci                                | Albanci                                |                                        | 1                                      | 0,00%                                  |
| Neznano                                | Neznano                                |                                        | 771                                    | 1,26%                                  |